# Alessandro Giraudo

Bischofswappen von Alessandro Giraudo

Alessandro Giraudo (* 9. Dezember 1968 in Turin) ist ein italienischer römisch-katholischer Geistlicher und Weihbischof in Turin.

## Leben
Alessandro Giraudo studierte Philosophie und Theologie am Priesterseminar des Erzbistums Turin, für das er am 12. Juni 1993 durch Erzbischof Giovanni Kardinal Saldarini das Sakrament der Priesterweihe empfing.
Neben verschiedenen Aufgaben in der Pfarrseelsorge studierte er in Rom an der Päpstlichen Universität Gregoriana Kanonisches Recht und wurde in diesem Fach promoviert. Ab 2002 lehrte er Kanonisches Recht an der Turiner Außenstelle der Theologischen Fakultät von Norditalien und ab 2004 zusätzlich am Hochschulinstitut für Religionswissenschaft in Turin. Von 2002 bis 2005 war er Ehebandverteidiger, anschließend bis 2009 Richter und danach bis 2016 Vizeoffizial des Diözesan- und Metropolitangerichts. Ab 2016 war er Rector ecclesiae der Turiner Corpus-Domini-Basilika, Kanzler der Diözesankurie, Direktor des Diözesanarchivs und Richter am interdiözesanen Tribunal für die Kirchenregion Piemont. 2017 wurde er Leiter des Diözesanamts für die Sakramentenordnung und 2018 Mitglied des Metropolitankapitels. Erzbischof Roberto Repole ernannte ihn 2022 zum Generalvikar des Erzbistums.
Am 22. Oktober 2022 ernannte ihn Papst Franziskus zum Titularbischof von Castra Severiana und zum Weihbischof in Turin. Die Bischofsweihe ist für den 15. Januar 2023 vorgesehen. Erzbischof Roberto Repole spendete ihm am 15. Januar des folgenden Jahres im Turiner Dom die Bischofsweihe. Mitkonsekratoren waren dessen Amtsvorgänger Cesare Nosiglia und der emeritierte Turiner Weihbischof Guido Fiandino.